# TT3D: Closer to the Edge
TT3D: Closer to the Edge è un film documentario del 2011 diretto da Richard de Aragues.
Il film, narrato da Jared Leto, racconta delle gare motociclistiche Tourist Trophy che si tengono ogni anno nell'Isola di Man, nello specifico la gara del 2010. Il film fu pubblicato nelle sale britanniche il 22 aprile 2011 in 3D e fu un successo di pubblico e critica, diventando il settimo documentario di maggiore incasso nel Regno Unito.

## Trama
Principalmente il film narra le vicende antecedenti e contemporanee alle gare del TT, del pilota britannico Guy Martin e del connazionale Ian Hutchinson.
Si ha, parallelamente, una presentazione di tutti gli aspetti di questa competizione. Viene spiegata la nascita nel 1907, l'evoluzione di questa più che centenaria gara, gli uomini che hanno fatto la sua storia.
Sono stati inseriti molti spezzoni della gara del 2010, viene mostrata la pericolosità e allo stesso tempo la spettacolarità di questa; il titolo Closer to the Edge (più vicino al limite), è una metafora per la precarietà della vita di questi piloti, anche il minimo errore a 200 km/h in una strada cittadina, significa morte.
Un particolare accento è posto sulle centinaia di piloti deceduti negli anni: il dolore delle famiglie e degli stessi colleghi piloti.
Più in generale vengono mostrati i più eclatanti incidenti, quello di Conor Cummins, quelli degli stessi protagonisti Guy Martin e Ian Hutchinson. Un breve approfondimento è lasciato per ricordare Joey Dunlop, il più grande campione del Tourist Trophy, scomparso nel 2000, che ha fatto la storia di questa competizione.

## Produzione
Primo film diretto dal regista britannico Richard De Aragues, utilizza una serie di filmati d'epoca insieme alla tecnologia 3D e HD. È stato girato all'Isola di Man, in Irlanda, e a Los Angeles, California. Nel marzo 2011 fu annunciato che l'attore statunitense Jared Leto avrebbe narrato il film.

## Riconoscimenti
- 2011 - British Independent Film Award
  - Candidatura al miglior documentario